# Ronnie Rowe
Ronnie Rowie, vero nome Ronnie Fitzroy Rowe Jr., conosciuto professionalmente anche come Ronnie Rowe Jr. (Toronto, 16 dicembre 1980), è un attore canadese.
È principalmente noto per il ruolo del protagonista del film Black Cop, che gli è valso un premio come miglior attore in un film canadese al premio Vancouver Film Critics Circle, e per quello del tenente Ronald A. Bryce, ufficiale di plancia della USS Discovery, nella serie di fantascienza Star Trek: Discovery.

## Biografia
Nel 2017 Ronnie Rowe è protagonista del film canadese Black Cop, esordio alla regia di Cory Bowles. Il film racconta la storia del poliziotto Black Cop, interpretato da Rowe, frustrato dalla comunità e dal sistema al cui servizio si è posto, che privilegia i cittadini bianchi. Il film ha vinto 10 premi in vari festival cinematografici, tra cui un Vancouver Film Critics Circle conferito a Ronnie Rowe nel 2018 come miglior attore in un film canadese.
Sempre nel 2017 Ronnie Rowe entra a far parte del cast di Star Trek: Discovery, sesta serie live action del franchise di fantascienza Star Trek creato da Gene Roddenberry negli anni sessanta e prima serie del cosiddetto Expanded Universe creato dallo showrunner Alex Kurtzman. Nella serie vi interpreta il tenente di plancia Ronald A. Bryce, addetto alle comunicazioni della nave stellare della Federazione USS Discovery (ruolo già ricoperto nella serie classica dal tenente Uhura, interpretata originalmente da Nichelle Nichols), divenuto tale perché da bambino ascoltava le trasmissioni provenienti dallo spazio assieme alla nonna. Bryce era tra i membri dell'equipaggio che si offrono volontari per restare sulla Discovery accompagnando Michael Burnham, quando decidono di viaggiare nel tempo fino al XXXII secolo, senza possibilità di fare ritorno. L'attore rimane così nella serie per tutte le 5 stagioni, dal terzo episodio della prima stagione Il contesto è per i re (Context is for Kings, 2017), fino all'episodio finale La vita in sé (Life, Itself, 2024).
Nel 2022 ottiene un ruolo da protagonista, interpretando il personaggio di Zeke Garrett nella prima stagione della serie televisiva canadese The Porter, trasmessa dal canale televisiv CBC e disponibile sul servizio di streaming on demand CBC Gem. La serie racconta la storia di un gruppo di ferrovieri degli anni venti del XX secolo che si uniscono per formare il primo sindacato nero al mondo e raffigura la comunità nera di St. Antoine, Montréal, all'epoca nota come Harlem del Nord. I personaggi provengono dal Canada, dai Caraibi e dagli Stati Uniti e sono arrivati nella comunità tramite la Underground Railroad e attraverso la Grande Migrazione.

## Filmografia

### Attore

#### Cinema
- The Assistant, regia di Aaron Duncan - cortometraggio (2012)
- Erasermen, regia di Jeff Garneau - cortometraggio (2012)
- Bike Cop: Begins, regia di Julian Wilkins (2013)
- Mars Is Laughing at Us, regia di Jonathan Dubsky e Andre Sills - cortometraggio (2014)
- Looks Just Like the Sun, regia di Jenna Elzein - cortometraggio (2015)
- Wagon, regia di Cory Bowles - cortometraggio (2015)
- Section 7, regia di Tim Cadeny - cortometraggio (2016)
- B&E, regia di Andre Rehal - cortometraggio (2017)
- Black Cop, regia di Cory Bowles (2017)
- Recall, regia di Michael James Regan (2017)
- Emmy, regia di Hannah Cheesman - cortometraggio (2018)
- Un piccolo favore (A Simple Favor), regia di Paul Feig (2018)
- Bunker Burger, regia di Adam Yorke - cortometraggio (2019)
- Dreams, regia di Jhonattan Ardila - cortometraggio (2019)
- Unidentified Woman, regia di Katrina Saville - cortometraggio (2019)
- Joey, regia di Jessica Hinkson e Laura Nordin - cortometraggio (2020)
- Akilla's Escape, regia di Charles Officer (2020)
- The Man from Toronto, regia di Patrick Hughes (2022)

#### Televisione
- Dual Suspects - serie TV, episodio 1x06 (2011)
- Il socio (The firm) - serie TV, episodi 1x19-1x20 (2012)
- Warehouse 13 - serie TV, episodio 4x16 (2013)
- I misteri di Murdoch (Murdoch Mysteries) - serie TV, episodio 7x10 (2014)
- Saving Hope - serie TV, episodio 2x13 (2014)
- Teenagers - serie TV, episodi 1x02-1x03-1x06 (2014)
- Republic of Doyle - serie TV, episodio 6x07 (2014)
- Riftworld Chronicles, regia di Jonathan Williams - miniserie TV, 8 puntate (2015)
- Rogue - serie TV, episodio 3x05 (2015)
- The Expanse - serie TV, episodio 1x01 (2015)
- Dark Matter - serie TV, episodi 2x01-2x02 (2016)
- The Strain - serie TV, episodio 3x01 (2016)
- Kim Convenience's - serie TV, episodi 2x11-3x04 (2017-2019)
- Star Trek: Discovery - serie TV, 41 episodi (2017-2024)
- In Contempt - serie TV, 5 episodi (2018)
- Carter - serie TV, episodio 2x09 (2019)
- Diggstown - serie televisiva, episodio 2x01 (2020)
- The Clark Sisters: First Ladies of Gospel, regia di Christine Swanson - film TV (2020)
- Jingle Bell Bride - Natale in Alaska (Jingle Bell Bride), regia di Allan Harmon - film TV (2020)
- Pretty Hard Cases - serie TV, episodi 1x01-1x02 (2021)
- Christmas Explorer, regia di Max McGuire - film TV (2021)
- The Porter - serie TV, 8 episodi (2022)
- Inventing the Christmas Prince, regia di Paul Ziller - film TV (2022)
- Christmas with a Kiss, regia di Roger M. Bobb - film TV (2023)

### Doppiatore

#### Televisione
- Stratos 4 - serie animata, episodi sconosciuti (2003)
- Star Trek Logs - serie TV, episodio 2x05 (2021)

#### Videogiochi
- Avatar: Frontiers of Pandora, regia di Peter Gornstein, Michael Mazzuca e Annie Reid (2023)

## Trasmissioni televisive
- Katie Chats - talk-show (2014)
- After Trek - talk-show (2018)
- InHouse-CON - talk-show (2020)
- Home & Family - talk-show (2020)
- The Ready Room - talk-show (2020)

## Riconoscimenti
- ACTRA Awards
  - 2018- Candidatura alla migliore interpretazione maschile per Black Cop
- Canadian Screen Award
  - 2021 - Candidatura al miglior attore non protagonista per Akilla's Escape
  - 2023 - Candidatura al miglior attore protagonista in una serie drammatica per The Porter
- IGN Summer Movie Awards
  - 2019 - Candidatura al miglior cast televisivo per Star Trek: Discovery (condiviso con altri)
- Queens World Film Festival
  - 2018 - Candidatura al miglior attore in un'opera di fiction per Black Cop
- Vancouver Film Critics Circle
  - 2017 - Miglior attore in un film canadese per Black Cop

## Doppiatori italiani
Nelle versioni in italiano delle opere in cui ha recitato, Ronnie Rowe è stato doppiato da: 
- Emiliano Ragno in Star Trek: Discovery[9]
- Riccardo Scarafoni in The Man from Toronto[10][11]
- Luca Appetiti in Reacher[12]